# UCI Africa Tour 2021
Navigation
Édition précédente Édition suivante
L'UCI Africa Tour 2021 est la 17e édition de l'UCI Africa Tour, l'un des cinq circuits continentaux de cyclisme de l'Union cycliste internationale. Il se déroule du 18 novembre 2020 au 10 octobre 2021 en Afrique.

## Équipes
Les équipes qui peuvent participer aux différentes courses dépendent de la catégorie de l'épreuve. Par exemple, les UCI WorldTeams ne peuvent participer qu'aux courses .1 et leur nombre par épreuves est limité.
| Catégorie | Catégorie               | Équipes                                                                                 |
| --------- | ----------------------- | --------------------------------------------------------------------------------------- |
| .1        | 1.1 (Course d'un jour)  | * UCI WorldTeam (max 50 %) * UCI ProTeam * Équipe continentale * Sélection nationale    |
| .1        | 2.1 (Course par étapes) | * UCI WorldTeam (max 50 %) * UCI ProTeam * Équipe continentale * Sélection nationale    |
| .2        | 1.2 (Course d'un jour)  | * UCI ProTeam * Équipe continentale * Sélection nationale * Équipe régionale et de club |
| .2        | 2.2 (Course par étapes) | * UCI ProTeam * Équipe continentale * Sélection nationale * Équipe régionale et de club |

## Calendrier des épreuves

### Novembre
| Date  | Course                  | Pays     | Classe | Vainqueur     | Équipe |
| ----- | ----------------------- | -------- | ------ | ------------- | ------ |
| 18-22 | Grand Prix Chantal Biya | Cameroun | 2.2    | Moïse Mugisha | Rwanda |

### Mai
| Date | Course           | Pays     | Classe | Vainqueur          | Équipe               |
| ---- | ---------------- | -------- | ------ | ------------------ | -------------------- |
| 2-9  | Tour du Rwanda   | Rwanda   | 2.1    | Cristian Rodríguez | Total Direct Énergie |
| 29-6 | Tour du Cameroun | Cameroun | 2.2    | Clovis Kamzong     | SNH Vélo Club        |

### Octobre
| Date | Course                  | Pays     | Classe | Vainqueur   | Équipe    |
| ---- | ----------------------- | -------- | ------ | ----------- | --------- |
| 6-10 | Grand Prix Chantal Biya | Cameroun | 2.2    | Lukáš Kubiš | Slovaquie |

## Classements
- Note: classements définitifs au 26 octobre[3],[4]

### Classement individuel
Il est composé de tous les coureurs du continent qui ont marqué des points au classement mondial UCI 2021. Ils peuvent appartenir à la fois à des équipes amateurs, à des équipes professionnelles, y compris les UCI WorldTeams.
| #  | Coureur                     | Équipe                             | Pts.   |
| -- | --------------------------- | ---------------------------------- | ------ |
| 1  | Biniam Girmay*              | Intermarché-Wanty-Gobert Matériaux | 746    |
| 2  | Ryan Gibbons                | UAE Team Emirates                  | 730.66 |
| 3  | Kent Main                   | ProTouch                           | 329.66 |
| 4  | Merhawi Kudus               | Astana-Premier Tech                | 293    |
| 5  | Azzedine Lagab              | Bike Aid                           | 229    |
| 6  | Nassim Saidi                | —                                  | 228    |
| 7  | Metkel Eyob                 | Terengganu Inc-TSG                 | 218    |
| 8  | Daryl Impey                 | Israel Start-Up Nation             | 206    |
| 9  | Louis Meintjes              | Intermarché-Wanty-Gobert Matériaux | 185    |
| 10 | Youcef Reguigui             | —                                  | 178    |
| 11 | Reinardt Janse Van Rensburg | Team Qhubeka NextHash              | 171    |
| 12 | Tsgabu Grmay                | Team BikeExchange                  | 169.33 |
| 13 | Stefan de Bod               | Astana-Premier Tech                | 141    |
| 14 | Natnael Tesfatsion          | Androni Giocattoli-Sidermec        | 131    |
| 15 | Marc Pritzen*               | Team Qhubeka                       | 125    |
| 16 | Dawit Yemane                | Bike Aid                           | 120    |
| 17 | Amanuel Gebreigzabhier      | Trek-Segafredo                     | 108    |
| 18 | Moise Mugisha               | ProTouch                           | 107.66 |
| 19 | Paul Daumont*               | —                                  | 102    |
| 20 | Willie Smit                 | Burgos-BH                          | 95     |

* : Coureur de moins de 23 ans

### Classement par équipes
Il est calculé avec la somme des points obtenus par les 8 meilleurs coureurs de chaque équipe (hors WorldTeams) au classement individuel. Le classement inclut uniquement les équipes qui sont enregistrées sur le continent.
| # | Équipe                                   | Pts.   |
| - | ---------------------------------------- | ------ |
| 1 | ProTouch                                 | 459.32 |
| 2 | SKOL Adrien Cycling Team                 | 156.65 |
| 3 | Sidi Ali-Kinetik Sports Pro Cycling Team | 108    |
| 4 | Benediction Ignite                       | 86     |

| #  | Pays           | Pts.    |
| -- | -------------- | ------- |
| 1  | Afrique du Sud | 1983.32 |
| 2  | Érythrée       | 1774    |
| 3  | Algérie        | 826     |
| 4  | Rwanda         | 322.31  |
| 5  | Namibie        | 315     |
| 6  | Burkina Faso   | 258.34  |
| 7  | Maurice        | 221     |
| 8  | Éthiopie       | 195.99  |
| 9  | Eswatini       | 136     |
| 10 | Maroc          | 133     |

| #  | Pays           | Pts.  |
| -- | -------------- | ----- |
| 1  | Érythrée       | 1121  |
| 2  | Afrique du Sud | 304   |
| 3  | Namibie        | 188   |
| 4  | Burkina Faso   | 182   |
| 5  | Algérie        | 165   |
| 6  | Rwanda         | 82.99 |
| 7  | Maurice        | 061   |
| 8  | Éthiopie       | 26.66 |
| 9  | Maroc          | 025   |
| 10 | Eswatini       | 023   |